# Peter Cushing
Pour les articles homonymes, voir Cushing.
Peter Cushing est un acteur britannique, né le 26 mai 1913 à Kenley, dans le comté de Surrey (aujourd'hui dans le district londonien de Croydon), et mort le 11 août 1994 à Canterbury au Royaume-Uni. Sa carrière d'acteur s'étend sur plus de six décennies et comprend des apparitions dans plus de 100 films, ainsi que de nombreux rôles à la télévision, au théâtre et à la radio. Il est reconnu pour ses rôles majeurs dans les films d'horreur de la Hammer des années 1950 aux années 1970, ainsi que pour son rôle de Wilhuff Tarkin dans Star Wars, épisode IV : Un nouvel espoir (1977).
Il fait ses débuts sur scène en 1935 et passe trois ans dans un théâtre de répertoire (en) avant de déménager à Hollywood pour poursuivre une carrière cinématographique. Après avoir fait ses débuts dans le film L'Homme au masque de fer (1939), Cushing commence à connaître un succès modeste dans les films américains avant de retourner en Angleterre au déclenchement de la Seconde Guerre mondiale. Bien qu'il ait tenu une série de rôles, dont celui d'Osric dans l'adaptation cinématographique de Hamlet (1948) par Laurence Olivier, il a du mal à trouver du travail pendant cette période. Sa carrière reprend des couleurs lorsqu'il commence à travailler dans des pièces de théâtre télédiffusées en direct et il devient rapidement l'un des visages les plus reconnaissables de la télévision britannique. En 1954, il est particulièrement acclamé pour son interprétation de Winston Smith dans l'adaptation de la BBC du roman 1984 de George Orwell.
Cushing acquiert une renommée mondiale pour ses apparitions dans vingt-deux films d'horreur du studio Hammer, notamment pour son rôle du baron Victor Frankenstein dans six de leurs sept films Frankenstein et d'Abraham Van Helsing dans cinq films Dracula. Il apparaît souvent aux côtés de l'acteur Christopher Lee, qui devient l'un de ses amis les plus proches, et occasionnellement avec la star américaine des films d'horreur Vincent Price. Cushing joue dans plusieurs autres films de la Hammer, dont Le Redoutable Homme des neiges (1957), La Malédiction des pharaons et Le Chien des Baskerville (tous deux en 1959), ce dernier marquant la première des nombreuses occasions où il incarne le détective Sherlock Holmes. Il continue à jouer dans divers rôles, même s'il est souvent catalogué comme acteur de film d'horreur. Il incarne le Dr. Who dans Dr. Who et les Daleks (1965) et Les Daleks envahissent la Terre (1966) et devient encore plus connu grâce à son rôle dans le premier Star Wars. Il continue à jouer du début au milieu des années 1990 et écrit deux autobiographies.

## Biographie
Après sa formation d'acteur de théâtre en Angleterre, ce fut comme doublure, puis figurant, qu'il mena sa carrière à Hollywood jusqu'en 1942. Rentré en Angleterre, il obtint de petits rôles dans Hamlet de Laurence Olivier en 1948, Moulin rouge de John Huston en 1952 ainsi que dans Vivre un grand amour, réalisé par Edward Dmytryk en 1955. En 1976, dans la série Chapeau Melon et Bottes de Cuir, il tient le rôle du Pr Von Claus dans l'épisode Le Repaire de l'aigle (Épisode 1 - Saison 1).
Il se spécialise dans les productions de films fantastiques, d'horreur et d'aventures des studios Hammer. Il est, avec son ami Christopher Lee, l'un des acteurs vedettes de la Hammer. Parmi ses rôles les plus célèbres se trouvent le professeur Abraham Van Helsing, le baron Victor Frankenstein, le shérif de Nottingham, ou le Doctor Who.
Il interprète également le détective Sherlock Holmes dans Le Chien des Baskerville en 1959 au cinéma, ainsi que dans une série télévisée de la BBC diffusée en 1968.

### Star Wars
En 1977, il joue le rôle du Grand Moff Tarkin, l'ambitieux et cruel gouverneur stellaire supervisant la station spatiale Étoile Noire, dans Un Nouvel Espoir, premier film de la saga Star Wars de George Lucas. Il est alors, avec Alec Guinness, le seul acteur connu du film. Son personnage sera repris en 2011 dans la série animée Star Wars : The Clone Wars, et en 2014 dans la série animée en 3D Star Wars Rebels.
En 2016, il réapparaît à l'écran dans Rogue One: A Star Wars Story de Gareth Edwards 22 ans après sa mort, grâce à une technique novatrice de capture de mouvement qui permet de greffer une représentation 3D de son image sur les enregistrements d'un autre comédien, Guy Henry,,.
La « résurrection » numérique d'un acteur décédé a soulevé de nombreuses questions techniques et éthiques.

## Mort
Il meurt d'un cancer de la prostate le 11 août 1994 à 81 ans,. Il est incinéré à Barham[réf. souhaitée], ses cendres sont considérées comme enterrées avec sa femme Helen, morte en 1971,, dans un lieu inconnu[réf. souhaitée].

## Filmographie

### Années 1930 et 1940
- 1939 : L'Homme au masque de fer (The Man in the Iron Mask) de James Whale : un officier (son premier rôle)
- 1940 : Laddie de Jack Hively : Robert Pryor
- 1940 : L'Angoisse d'une nuit (Vigil in the Night), de George Stevens : Joe Shand
- 1940 : Les As d'Oxford (A Chump at Oxford) d'Alfred J. Goulding : un étudiant (Jones)
- 1940 : The Hidden Master de Sammy Lee : Robert Clive of India
- 1940 : Women in War de John H. Auer : le capitaine Evans
- 1940 : Howard le révolté (The Howards of Virginia) de Frank Lloyd : Leslie Stephens
- 1940 : Dreams : le premier rêveur
- 1941 : They Dare Not Love de James Whale : le sous-lieutenant Blacker
- 1948 : Hamlet de Laurence Olivier : Osric, un serviteur

### Années 1950

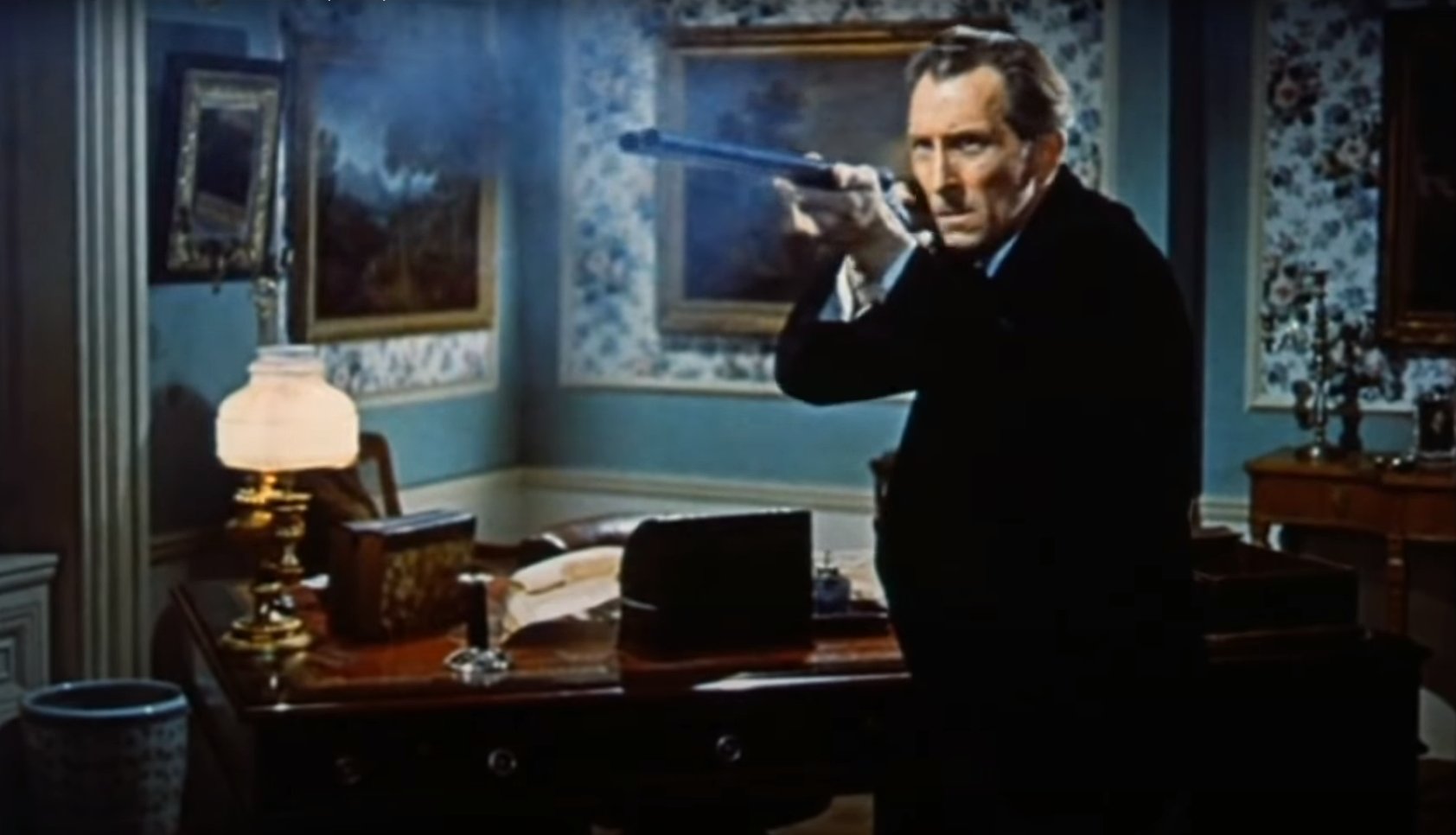
Peter Cushing dans La Malédiction des pharaons (The Mummy) en 1959.

- 1951 : BBC Sunday Night Theatre: Eden End (TV) : Charles Appleby
- 1951 : When We Are Married (TV) : Gerald Forbes
- 1952 : If This Be Error (TV) : Nick Grant
- 1952 : BBC Sunday Night Theatre: Bird in Hand (TV) : Cyril Beverly
- 1952 : Moulin Rouge de John Huston : Marcel de la Voisier
- 1952 : The Silver Swan (TV) : Lord Henriques
- 1952 : Pride and Prejudice (mini-série télévisée) : Mr. Darcy
- 1953 : You are there (en) (TV) : Rudolph Hess
- 1953 : Rookery Nook (TV) : Clive Popkiss
- 1953 : A Social Success (TV) : Henry Robbins
- 1953 : The Noble Spaniard (TV) : le duc d'Hermanos
- 1953 : BBC Sunday Night Theatre: Number Three (en) (TV) : Simpson
- 1953 : BBC Sunday Night Theatre: The Road (en) (TV) : Antoine Vanier
- 1953 : BBC Sunday Night Theatre: Anastasia (en) (TV) : Piotr Petrovsky
- 1953 : BBC Sunday Night Theatre: Portrait by Peko (en) (TV) : Seppi Fredericks
- 1954 : BBC Sunday Night Theatre: Tovarich (en) (TV) : le prince Mikhail Alexandrovitch Ouratieff
- 1954 : BBC Sunday Night Theatre: Beau Brummell (en) (TV) : Beau Brummell
- 1954 : The Face of Love (TV) : Mardian Thersites
- 1954 : Le Serment du chevalier noir (The Black Knight) de Tay Garnett : Sir Palamides
- 1954 : BBC Sunday Night Theatre: 1984 (en) (TV) : Winston Smith
- 1955 : The Creature (TV) : Dr John Rollason
- 1955 : L'Ombre d'un homme (The Browning Version)(TV) : Andrew Crocker-Harris
- 1955 : Vivre un grand amour (The End of the Affair) d'Edward Dmytryk : Henry Miles
- 1955 : BBC Sunday Night Theatre: The Moment of Truth (en) (TV) : le premier Ministre
- 1955 : Feu magique (Magic Fire) de William Dieterle : Otto Wesendonk
- 1955 : Richard of Bordeaux (TV) : Richard II
- 1956 : Alexandre le Grand (Alexander the Great) de Robert Rossen : Memnon
- 1957 : Home at Seven (TV) : David Preston
- 1957 : BBC Sunday Night Theatre: Gaslight (en) (TV) : Mr. Manningham
- 1957 : Temps sans pitié (Time Without Pity) de Joseph Losey : Jeremy Clayton
- 1957 : Frankenstein s'est échappé (The Curse of Frankenstein) de Terence Fisher : Baron Victor Frankenstein
- 1957 : Le Redoutable Homme des neiges (The Abominable Snowman) de Val Guest : Dr John Rollason
- 1958 : Uncle Harry (TV) : Oncle Harry
- 1958 : The Winslow Boy (TV) : Sir Robert Morton
- 1958 : Le Cauchemar de Dracula (Horror of Dracula) de Terence Fisher : le docteur Van Helsing
- 1958 : Jeunesse délinquante (Violent Playground) de Basil Dearden : le prêtre
- 1958 : La Revanche de Frankenstein (The Revenge of Frankenstein) de Terence Fisher : Dr Victor Stein
- 1959 : Le Chien des Baskerville (The Hound of the Baskervilles) de Terence Fisher : Sherlock Holmes
- 1959 : John Paul Jones, maître des mers (John Paul Jones) de John Farrow : Capitaine Pearson
- 1959 : La Malédiction des pharaons (The Mummy) de Terence Fisher : John Banning

### Années 1960
- 1960 : L'Impasse aux violences (The Flesh and the Fiends) de John Gilling : Dr Robert Knox
- 1960 : Cone of Silence de Charles Frend : le capitaine Clive Judd
- 1960 : Les Maîtresses de Dracula (The Brides of Dracula) de Terence Fisher : Dr J. Van Helsing
- 1960 : Suspect (en) de Roy Boulting : Professeur Sewell
- 1960 : Le Serment de Robin des Bois de Terence Fisher : le Shérif de Nottingham
- 1961 : Cash on Demand de Quentin Lawrence : Fordyce
- 1961 : Les Chevaliers du démon (The Hellfire Club) de Robert S. Baker et Monty Berman : Merryweather
- 1961 : Les Pirates de la nuit (Fury at Smugglers' Bay) de John Gilling : Squire Trevenyan
- 1961 : La Lame nue (The Nacked edge) de Michael Anderson : Mr. Wrack
- 1962 : Peace with Terror (TV) : Parsons
- 1962 : Le Fascinant Capitaine Clegg (Captain Clegg) de Peter Graham Scott : le Révérend Dr Blyss (Capt. Clegg)
- 1963 : The Man Who Finally Died de Quentin Lawrence : Dr von Brecht
- 1964 : L'Empreinte de Frankenstein (The Evil of Frankenstein) de Freddie Francis : Baron Frankenstein
- 1964 : Les Cavernes d'acier (The Caves of Steel) (TV) : Elijah Baley
- 1964 : La Gorgone (The Gorgon) de Terence Fisher : Dr Namaroff
- 1965 : Le Train des épouvantes (Dr Terror's House of Horrors) de Freddie Francis : Dr Sandor Schreck
- 1965 : La Déesse de feu (She) de Robert Day : Holly
- 1965 : Le Crâne maléfique (The Skull) de Freddie Francis : Dr Christopher Maitland
- 1965 : Dr. Who et les Daleks (Dr Who and the Daleks) de Gordon Flemyng : Dr Who
- 1966 : L'Île de la terreur (Island of Terror) de Terence Fisher : Dr Brian Stanley
- 1966 : Les Daleks envahissent la Terre (Daleks' Invasion Earth: 2150 A.D.) de Gordon Flemyng : Dr Who
- 1967 : La Nuit de la grande chaleur (Night of the Big Heat) de Terence Fisher : Dr Vernon Stone
- 1967 : Le Jardin des tortures (Torture Garden) de Freddie Francis : Lancelot Canning
- 1967 : Some May Live de Vernon Sewell : John Meredith
- 1967 : Frankenstein créa la femme (Frankenstein Created Woman) de Terence Fisher : Baron Frankenstein
- 1968 : Le vampire a soif (The Blood Beast Terror) de Vernon Sewell : l’inspecteur Quenell
- 1968 : Carnage (Corruption) de Robert Hartford Davis : Sir John Rowan
- 1968 : Sherlock Holmes (série télévisée, saison 2) : Sherlock Holmes
- 1969 : Le Retour de Frankenstein (Frankenstein Must Be Destroyed) de Terence Fisher : Dr Baron Victor Frankenstein

### Années 1970
- 1970 : Lâchez les monstres (Scream and Scream Again) de Gordon Hessler : Benedek
- 1970 : One More Time de Jerry Lewis : Dr Frankenstein
- 1970 : Les Passions des vampires (The Vampire Lovers) de Roy Ward Baker : Général von Spielsdorf
- 1970 : Suceurs de sang (Incense for the Damned) de Robert Hartford Davis : Dr Walter Goodrich
- 1971 : La Maison qui tue (The House That Dripped Blood) de Peter Duffell : Philip Grayson (segment Waxworks)
- 1971 : Les Sévices de Dracula (Twins of Evil) de John Hough : Gustav Weil
- 1971 : Je suis un monstre (I, Monster) de Stephen Weeks : Frederick Utterson
- 1972 : Nothing But the Night de Peter Sasdy : Sir Mark Ashley
- 1972 : Histoires d'outre-tombe (Tales from the Crypt) de Freddie Francis : Arthur Edward Grimsdyke (segment Poetic Justice)
- 1972 : Beyond the Water's Edge (TV)
- 1972 : Dracula 73 (Dracula A.D. 1972) d'Alan Gibson : Professeur Van Helsing
- 1972 : Sueur froide dans la nuit (Fear in the Night) de Jimmy Sangster : Michael Carmichael
- 1972 : Le Retour de l'abominable Docteur Phibes (Dr Phibes Rises Again) de Robert Fuest : le capitaine du navire
- 1972 : Asylum de Roy Ward Baker : Smith
- 1973 : Frissons d'outre-tombe (From Beyond the Grave) de Kevin Connor : le propriétaire du magasin d'antiquité
- 1973 : La Chair du diable (The Creeping Flesh) de Freddie Francis : Emmanuel Hildern
- 1973 : And Now the Screaming Starts! de Roy Ward Baker : Dr Pope
- 1973 : Dracula vit toujours à Londres (The Satanic Rites of Dracula) d'Alan Gibson : Prof. Lorrimer Van Helsing
- 1973 : Terreur dans le Shanghaï express (Horror Express) d'Eugenio Martín : Dr Wells
- 1973 : La Grande Bretèche de Peter Sasdy dans la série Great Mysteries d'Orson Welles, d'après la nouvelle  la Grande Bretèche d'Honoré de Balzac : le comte de Merret
- 1974 : Un dénommé Mister Shatter (Shatter) de Michael Carreras et Monte Hellman : Paul Rattwood
- 1974 : Madhouse de Jim Clark : Herbert Flay
- 1974 : Le Mystère de la bête humaine (The Beast Must Die) de Paul Annett : Dr Christopher Lundgren
- 1974 : Frankenstein et le monstre de l'enfer (Frankenstein and the Monster from Hell) de Terence Fisher : Baron Victor Frankenstein alias Dr Carl Victor
- 1974 : Tendre Dracula (La Grande Trouille) de Pierre Grunstein : MacGregor
- 1974 : La Légende des sept vampires d'or (The Legend of the 7 Golden Vampires) de Roy Ward Baker : professeur Van Helsing
- 1975 : La Légende du loup-garou (Legend of the Werewolf) de Freddie Francis : professeur Paul
- 1975 : The Ghoul de Freddie Francis : Dr Lawrence
- 1975 : Cosmos 1999 (TV) : Raan (épisode 7)
- 1976 : Trial by Combat de Kevin Connor : Sir Edward Gifford
- 1976 : Centre terre, septième continent (At the Earth's Core) de Kevin Connor : Dr Abner Perry
- 1976 : Chapeau melon et bottes de cuir; épisode "Le repère de l'aigle"
- 1976 : La Secte des morts-vivants (The Devil's Men) ou (Land of the Minotaur) de Kostas Karagiannis : Baron Corofax
- 1976 : The Great Houdini (TV) : Sir Arthur Conan Doyle
- 1977 : Star Wars : épisode IV - Un nouvel espoir (Star Wars) de George Lucas : Grand Moff Tarkin
- 1977 : Le Commando des morts-vivants (Shock Waves) de Ken Wiederhorn : SS Commander
- 1977 : Brrr... (The Uncanny) de Denis Heroux : Wilbur Gray
- 1977 : Die Standarte d'Ottokar Runze : Major Baron von Hackenberg
- 1978 : Son of Hitler de Rod Amateau : Heinrich Haussner
- 1979 : A Touch of the Sun de Peter Curran : commissaire Potts
- 1979 : Le Trésor de la montagne sacrée (Arabian Adventure) de Kevin Connor : Wazir Al Wuzara

### Années 1980
- 1980 : Black Jack de Max H. Boulois : Sir Thomas Bedford
- 1980 : A Tale of Two Cities (TV) : Dr Alexandre Manette
- 1981 : Le Mystère de l'île aux monstres (Misterio en la isla de los monstruos) de Juan Piquer Simon : William T. Kolderup
- 1983 : Le Manoir de la peur (House of the Long Shadows) de Pete Walker : Sebastian Grisbane
- 1984 : Les Masques de la mort (The Masks of Death) (TV) de Roy Ward Baker : Sherlock Holmes
- 1984 : Helen Keller: The Miracle Continues (TV) : le professeur Charles Copeland
- 1984 : Top secret ! de David Zucker, Jim Abrahams et Jerry Zucker : Sven Jorgensen, le libraire suédois
- 1984 : L'Épée du vaillant (Sword of the Valiant: The Legend of Sir Gawain and the Green Knight) de Stephen Weeks : le sénéchal
- 1986 : Biggles (Biggles: Adventures in Time) de John Hough : le colonel William Raymond

### Années 2010
- 2016 : Rogue One: A Star Wars Story de Gareth Edwards : Grand Moff Tarkin (en images de synthèse)

## Voix françaises
| - Gérard Férat dans : - Vivre un grand amour - La Revanche de Frankenstein (1er doublage) - Le Cauchemar de Dracula - Les Maîtresses de Dracula - Les Chevaliers du démon - Les Pirates de la nuit - Le Fascinant Capitaine Clegg - Le Retour de Frankenstein - René Arrieu dans : - Frankenstein s'est échappé - La Malédiction des pharaons (1er doublage) - L'Impasse aux violences - L'Empreinte de Frankenstein - René Bériard dans : - La Maison qui tue - La Légende du loup-garou - L'Épée du vaillant - Les Masques de la mort (téléfilm) - Georges Riquier dans : - Dracula 73 - Dracula vit toujours à Londres - La Légende des sept vampires d'or - Georges Aminel dans : - Le Serment du chevalier noir - Le Serment de Robin des Bois | - Jacques Beauchey dans : - Le Chien des Baskerville - Le vampire a soif - Jean Martinelli dans : - Dr. Who et les Daleks - Les Daleks envahissent la Terre et aussi : - André Falcon dans Moulin Rouge - Jean Berton dans Alexandre le Grand - André Valmy dans Le Redoutable Homme des neiges - Maurice Pierrat dans La Lame nue - Hervé Caradec dans Le Train des épouvantes (doublé dans les années 2000) - Michel Gudin dans La Déesse de feu - Jean-Louis Jemma dans Le Crâne maléfique - Jean Berger dans L'Île de la terreur - Gabriel Cattand dans Frankenstein créa la femme - Robert Marcy dans Le Jardin des tortures - Louis Arbessier dans Les Sévices de Dracula - Jacques Torrens dans Le Retour de l'abominable Docteur Phibes - Georges Hubert dans Terreur dans le Shanghaï express - Claude Dasset dans Frissons d'outre-tombe - Jean Rochefort dans Tendre Dracula - Philippe Dumat dans Centre terre, septième continent - Henri Virlogeux dans Star Wars, épisode IV : Un nouvel espoir - Georges Atlas dans Le Trésor de la montagne sacrée - Henri Labussière dans Le Manoir de la peur - Bernard Dhéran dans Biggles (film)\|Biggles - Bernard Alane dans La Revanche de Frankenstein (2e doublage) - Jérémie Covillault dans La Malédiction des pharaons (2e doublage) |